# Grogrund
Grogrund är reggaegruppen Kultirations andra musikalbum. Albumet släpptes 2 november 2005 av skivbolaget I-Ration Records.

## Låtlista
1. "Under snön" - 3:46
2. "Sadhu" - 2:47
3. "Krigare" - 5:33
4. "Kupade händer" - 3:53
5. "En timme kvar att leva" - 4:39
6. "Melomel" - 5:18
7. "Utan fotfäste" - 3:42
8. "Enkel man" - 3:42
9. "Rosenkvarts" - 5:13
10. "Dags att be" - 5:51